# Palazzo Crețulescu
Il Palazzo Crețulescu è uno storico edificio della città di Bucarest in Romania.

## Storia
Il palazzo venne costruito all'inizio del XX secolo secondo il progetto dell'architetto romeno Petre Antonescu su commissione del facoltoso medico e politico Nicolae Crețulescu.
Il palazzo ospita la sede del Centro europeo per l'insegnamento superiore dell'UNESCO dal 1972.

## Descrizione
L'edificio presenta uno stile neorinascimentale di derivazione francese e un piano mansardato. Si trova nei pressi del parco Cișmigiu.